# Srđan Stanić
Srđan Stanić (pronunciación en bosnio: /sř̩dʑan stǎːnitɕ/; Sarajevo, RFS de Yugoslavia, 6 de julio de 1989) es un exfutbolista bosnio de etnia croata que jugaba como lateral izquierdo.

## Selección nacional
Fue incluido en la lista provisional de Bosnia y Herzegovina para la Copa del Mundo de 2014, pero finalmente no formó parte de la lista definitiva.

## Clubes
| Club             | País                 | Año       |
| ---------------- | -------------------- | --------- |
| Slavija Sarajevo | Bosnia y Herzegovina | 2006-2007 |
| Željezničar      | Bosnia y Herzegovina | 2007-2015 |
| Olimpik Sarajevo | Bosnia y Herzegovina | 2015-2016 |
| Željezničar      | Bosnia y Herzegovina | 2016-2017 |
| Zrinjski Mostar  | Bosnia y Herzegovina | 2018      |
| Željezničar      | Bosnia y Herzegovina | 2019-2020 |
| Igman Konjic     | Bosnia y Herzegovina | 2020-2021 |
| Baton Sarajevo   | Bosnia y Herzegovina | 2022      |

## Palmarés

### Campeonatos nacionales
| Título                       | Club            | País                 | Año  |
| ---------------------------- | --------------- | -------------------- | ---- |
| Liga Premier                 | Željezničar     | Bosnia y Herzegovina | 2010 |
| Copa de Bosnia y Herzegovina | Željezničar     | Bosnia y Herzegovina | 2011 |
| Liga Premier                 | Željezničar     | Bosnia y Herzegovina | 2012 |
| Copa de Bosnia y Herzegovina | Željezničar     | Bosnia y Herzegovina | 2012 |
| Liga Premier                 | Željezničar     | Bosnia y Herzegovina | 2013 |
| Copa de Bosnia y Herzegovina | Željezničar     | Bosnia y Herzegovina | 2018 |
| Liga Premier                 | Zrinjski Mostar | Bosnia y Herzegovina | 2018 |